# Un paso adelante
Un paso adelante va ser una sèrie de televisió espanyola de 84 episodis, creada per Daniel Écija i Ernesto Pozuelo en 2002, va ser emesa entre 2002 i 2005 per la cadena Antena 3.
Es va emetre a França des de 2004 per la cadena M6 i des de 2005 a la cadena Téva amb el títol d'Un, dos, tres. A Alemanya s'emet a la cadena Vox amb el nom de Dance - der Traum vom Ruhm. A Sèrbia a la cadena B92 amb el nom de Korak Napred. A Itàlia l'emet la cadena Italia 1 amb el nom de Paso Adelante i la cadena SKY Vivo, amb els capítols dividits en dues parts (igual que a França i a Alemanya). A Perú es va emetre des de 2005 fins a l'actualitat repetint els episodis al canal de Cable Antena 3 Internacional. A Xile va ser emesa en 2004 per la cadena Chilevisión. A Veneçuela, s'emetia en capítols d'una hora a través del canal TVes, en horari estel·lar (10:00 pm), i sense talls comercials. Es va emetre a Cuba des del 2004 a la cadena Tele Rebelde.
És la sèrie espanyola més internacional. S'ha venut a 54 països, emetent-se en 47 d'ells la sèrie original doblada. L'últim país a sumar-se a la febre de "upa" ha estat l'Iraq. També s'ha emès a Turquia, Senegal, Bèlgica. Entre altres països, a Europa, s'ha emès amb èxit a: França, Alemanya, Itàlia, Portugal, Grècia, Eslovàquia, Hongria o Bulgària.
Diversos actors de la sèrie, van crear el grup de pop Upa Dance.

## Argument
La prestigiosa "Escuela de Artes Escénicas de Carmen Arranz" obre les portes un any més. Aquesta vegada, un nou grup d'alumnes es presentarà a unes dures proves d'accés, de les quals, només 20 tindran l'oportunitat de formar part de l'escola. Una vegada dins, han de demostrar les seves capacitats en ball clàssic, ball modern, interpretació, cant, música i teatre. De la mà d'un important claustre de professors, s'aniran formant com a persones i artistes, encara que molts d'ells es quedaran en el camí cada vegada que finalitzi un curs. Una escola de gran fama i preparació, en la qual cadascun d'ells viurà les 24 hores i coneixerà les seves limitacions i possibilitats, tant en les classes, com en la vida real. Entre ells hi haurà amors, amistats, odis, rivalitats, desconfiances i venjances que els portaran a conèixer situacions inimaginables. Una dura preparació, màxim esforç, dedicació i rendiment, en què només els millors aconseguiran tenir una mica més a prop el somni de les seves vides.

## Personatges

### Alumnes
- Lola Fernández (Beatriz Luengo): Lola va perdre la seva mare quan tenia 12 anys, i des de llavors, s'ha vist obligada a tirar endavant el seu pare, el seu germà, la seva casa i els seus estudis. Ha crescut més ràpid que la resta de nois de la seva edat, és una noia molt responsable i tímida que pensa primer en els seus estudis. Mai ha tingut nòvio, de manera que encara és verge, cosa que la fa sentir malament cada vegada que les seves amigues n'aconsegueixen un. Viu pensant que no atrau els nois, i somia aconseguir Pedro, de qui es va enamorar des del primer dia. No obstant això, el seu primer noi serà Jero, amb qui perdrà la virginitat i amb qui viurà moments molt bonics. Trenca la seva relació amb Jero quan li confessar que ha passat una nit amb Pavel. Durant la sisena temporada surt amb Pedro.

- Silvia Jáuregui (Mónica Cruz): És la típica nena pixavina i rica que ho té tot. És neboda d'Alicia Jáuregui, co-directora de l'escola, de manera que tots la veuen com "l'endollada". Malgrat les facilitats i oportunitats que ser una Jáuregui li suposa, Silvia no accepta l'ajuda de la seva tia i es presenta a les proves d'accés a l'escola encara que sap que podria entrar sense cap esforç. Silvia no vol ser diferent, sinó una més, per la qual cosa confia en les seves possibilitats. És una excel·lent ballarina, i en nombroses ocasions, es porta les bones paraules i els aplaudiments dels professors. Així i tot, se sent molt sola, ja que el seu pare viatja contínuament i a l'escola la miren malament per ser qui és. Al principi, el seu únic amic és Pedro, de qui s'enamorarà sense adonar-se'n, però una nit amb Rober posarà fi a la seva relació. Més tard tindrà problemes judicials per un tema de drogues per culpa del seu ex nòvio Alvaro, amb qui planeja fugar-se als EUA, però aquest és arrestat. Mantindrà un romanç amb Pavel que trenquen quan aquest és expulsat de l'escola i en la sisena temporada s'enamora i es casa amb Horacio, ex nòvio d'Alicia. Després de la mort del seu pare en un accident aeri, hereta tota la seva fortuna, comprant una part de l'escola i salvant-la així dels seus problemes econòmics.

- Pedro Salvador (Pablo Puyol): Pedro és asturià, i ve de Lastres, un poble pesquer. El seu pare, pescador i la seva mare, mestressa de casa, quasi no tenen diners per pagar-li l'escola. Quan ingressa, compta únicament amb el suport de la seva mare, ja que el seu pare no l'hi consentiria. A causa dels seus baixos recursos econòmics, demana ajuda a Antonio, que li ofereix treball a l'escola atenent la cafeteria i netejant. Així, es busca la vida per poder pagar l'escola, encara que moltes vegades ha hagut de recórrer a altres mètodes, fins i tot ha arribat a agafar diners de la bossa de Carmen per a la matrícula semestral de l'escola. També es guanyarà la vida com gigoló i com striper en comiats de soltera, però ho deixa després de ser atacat per un nòvio gelós. S'enamorarà de Silvia, tot i saber que pertanyen a mons diferents. No descansarà fins a aconseguir-ho, encara que la infidelitat de Silvia, trencarà la seva relació, per la qual cosa Pedro començarà a fixar-se en Lola. En la segona temporada manté una curta relació amb la Marta. En la sisena temporada comença la seva relació amb Lola que es trenca després de la seva marxa a Hollywood.

- Roberto Arenales, "Rober" (Miguel Ángel Muñoz): És el xulet i tipus dur de l'escola. És molt lluitador i fins i tot possessiu amb allò que li interessa, i mai es donarà per vençut. Demostrarà que ell també té sentiments, quan s'assabenti de l'existència del seu fill Sergio, de tres anys. A més, s'obsessionarà amb aconseguir a Silvia, a qui deixarà embarassada sense saber-ho, una nit en què Pedro està en el seu poble. Aquí naixerà una relació, que acabarà quan ella perdi el nen. Passarà per moments d'angoixa en ser acusat injustament de violació però gràcies a Pedro es convencen de la seva innocència. Després de la negativa d'incorporar a l'empresa del seu pare aquest li retira l'ajuda econòmica, per la qual cosa haurà de guanyar-se la vida treballant com a model posant nu i com a cobrador de morosos, és llavors quan es descobreix que el seu pare està arruïnat. En la sisena temporada inicia una relació amb la Marta, que portava ja un temps darrere d'ell.

- Ingrid Muñóz (Silvia Marty): Companya d'habitació i millor amiga de Lola. És una gran amiga i un important suport per a ella. Ingrid té fama de "noia fàcil", imatge que no li molesta i que no fa res per desmentir, ja que la fa sentir sexy. Ingrid sap quines són les seves possibilitats i què és el que ha de fer per assolir les seves metes, i per això no dubta a anar a dormir amb Cristóbal i amb Juan per aconseguir el que desitja. Amb Cristóbal, no arribarà a més, però mantindrà una relació amb Juan, la qual cosa li suposarà nombrosos suspensos i càstigs sense motiu per part de Diana. Així i tot, Ingrid no té por, i no dubta a enfrontar-se a la seva professora quan aquesta li fa alguna mala passada sense motiu. El seu pare la va abandonar quan era nena i la seva mare està ingressada en un centre psiquiàtric des de llavors. En la tercera temporada es descobreix que el seu pare és gai i es dedica al món de l'espectacle.

- Benito López, "Beni" (Asier Etxeandía) (Temporada 1): Primer alumne gai que es coneix de l'escola. Se sent molt bé amb la seva condició sexual, fent-saber als seus companys des del primer dia. Lluny de ser rebutjat, Beni és un dels alumnes més importants de la primera temporada. Es fa gran amic de Lola, Ingrid i Rafa, amb qui compartirà grans moments. Promet molt com a artista, encara que no és un dels més destacats de la classe. El seu caràcter bromista i despreocupat fa d'imant per atraure els altres. Treballa com barman en una discoteca, on també realitza nombres de drag queen. A finals de la primera temporada, haurà de realitzar un paper heterosexual, el que arribarà a turmentar, pensant que no serà capaç de fer-ho i que acabarà encasellat en personatges gais. Beni suspen a final de curs i ha de deixar l'escola.

- Jerónimo Juiz, "Jero" (Raúl Peña) (Temporades 2-5): Jero arriba a l'escola en la segona temporada. Entra directament en segon curs, convertint-se en company de Lola, Pedro, Rober i altres. Al principi passarà desapercebut. Es converteix en admirador secret de Lola, demostrant el que sent amb regals misteriosos. Després d'un malentès, tot sortirà a la llum, cosa que despertarà nous sentiments de Lola cap a ell. Tindrà la idea de formar Upa Dance, els components seran Lola, Pedro, Rober, Silvia i Ingrid, la coreògrafa seria Diana i el manager Juan. Ell es limita a encarregar-se de la música des d'un segon pla. Quan signen amb una discogràfica, Lola, Pedro i ell viatgen a Londres a regrabar les cançons, i serà allà on comparteixi més temps amb Lola, i naixerà aquesta bella relació, però no tindrà bon final. L'arribada de Pavel a l'escola suposarà una gran rivalitat per Jero, que perdrà a Lola per culpa del cubà.

- Pável Rodriguez (Yotuel Romero) (Temporades 3-5): És un cubà que Lola coneix en incorporar-se al servei de neteja d'un restaurant quan el pare de Lola perd la seva feina. Quan tanca el restaurant, Pavel s'incorpora com a cambrer a l'escola de Carmen Arranz. Aviat tindrà més protagonisme quan es converteixi en el nòvio de Silvia. La seva arribada revolucionarà l'escola, sobretot, la vida de Lola, de qui el noi es queda enamorat. L'enganya i aconsegueix anar-se’n a dormir amb ella, creant-li més d'un problema. Lola prendrà la decisió d'ocultar-ho, però el remordiment no deixarà de perseguir fins que li confessi la veritat a Jero, i es trencarà la relació.

- Marta Ramos (Dafne Fernández) (Temporades 2-6): És la germana d'Adela. Entra a l'escola en un curs inferior que els nois. Aconseguirà mantenir un embolic amb Pedro, però aviat caurà en els braços de Rober, de qui es convertirà en còmplice en moltes de les ocasions. Mantindrà una relació amb ell, encara que el seu gran suport en els moments de baixada serà César. Patirà bulímia, de manera que es veurà molt vinculada a la seva germana, que no la deixarà sola en cap moment. Més tard patirà malalties cardíaques i haurà de ser operada amb urgència.

- César Martín (Edu del Prado) (Temporada 6): Segon personatge gai que es coneix de la sèrie. Entra a quart curs, i comparteix habitació amb Rober. Malgrat el mal començament de la seva amistat, es fan molt bons amics, el que ajuda a Rober a formar part del nou Upa Dance. És un gran suport per a Marta quan estigui passant per uns moments molt dolents.

- Luisa Ruiz (Arantxa Valdivia): Personatge secundari. Al principi no té gran importància i té diàleg en pocs capítols. Es pot dir que serveix per a completar l'alumnat de la classe. Tindrà més importància a mesura que avanci la sèrie, però no destacarà massa.
- Erika Sanz (Erika Sanz): Personatge secundari que cobrarà importància a mesura que avanci la sèrie. Al principi, és només una alumna més, però se la començarà a veure més quan Jero entra a l'escola, ja que se les enginya per anar a dormir amb ell quan aquest estigui sortint amb Lola. A més, mantindrà un curt idil·li amb Pedro durant un viatge a Suïssa per qüestió de treball, durant el qual queda embarassada. Després de diverses dubtes i problemes decideix avortar.

### Professors
- Carmen Arranz (Lola Herrera): És la directora i fundadora de l'escola. Lluny de ser una mà dura, és més permissible que molts dels professors i, gràcies a ella, molts alumnes s'han salvat de merescuts càstigs, i de, fins i tot, l'expulsió. El motiu és que ella ja va passar per tot això, i coneix millor que ningú, tot el que s'ha de treballar per ser algú a la vida.
- Gaspar Ruiz (Jaime Blanch) (Temporades 1-4): És el cap d'estudis de l'escola, i també dona classes d'història del teatre. És una persona tancada i solitària i, al principi, viu turmentat per l'abandonament de la seva esposa, que li va deixar una nota de comiat de la nit al dia, afegint com a única justificació, que ja no aguantava més la vida que portava a la seva costat. Al temps, la seva dona torna molt canviada per demanar-li ajuda, i serà aquí on desperti i aconsegueixi tirar endavant sense ella. És un professor molt estricte i correcte que no tolera les bromes, burles i gràcies a la seva classe, de manera que no té cap inconvenient a deixar a algú en ridícul davant de tothom o d'expulsar de classe.
- Adela Ramos (Natalia Millán) (Temporades 1-3): Ex alumna de l'escola que torna com a professora de ballet clàssic. En els seus temps, va ser una brillant alumna i una gran promesa del ball, però una fractura de genoll la va allunyar del seu somni per sempre. Per això, va caure en el món de les drogues i l'alcohol. Ara exerceix de gogó en un pub, a més d'haver-se prostituït per guanyar-se la vida. Ha passat el temps, i, casualment, l'escola necessita una professora de dansa clàssica. Decideix presentar el seu currículum, però creu que no té possibilitats, de manera que no accepta la plaça. Quan Carmen s'assabenta va a buscar-la al local on treballa per convèncer-la que accepti la feina. Mantindrà una relació amb Cristóbal que es trenca quan li és infidel amb Pedro. Encara que al principi no confia en les seves possibilitats, els alumnes de primer curs li demostraran tot el que val. La seva marxa a Nova York deixa el camí lliure a Alícia per embolicar-se amb Horacio.
- Diana de Miguel (Beatriz Rico) (Temporades 1-5): Professora de ball modern i ex nòvia de Juan. Porten junts un temps, però ja ella s'ha cansat i trenca la relació sense cap explicació. Tindrà grans topades amb Ingrid per culpa de Juan. El cas és que ja no hi ha res entre ells, però Diana no suporta veure com Juan continua amb la seva vida, mentre ella no aconsegueix parella estable. Després de quedar embarassada de Juan i tenir el nen, es casa amb Cristobal i se'n va a viure a Sevilla.
- Juan Taverner (Alfonso Lara): Professor de música, rocker tradicional i ex nòvio de Diana. Ara viu en una de les habitacions de l'escola, i paga el seu lloguer com si fos un alumne més. Li va costar molt entendre que la seva relació amb Diana havia acabat, i quan ho va aconseguir i es va fixar en Ingrid, Diana torna per fer-li la vida impossible. Un dia apareix dient que vol ser mare i li demana que li faci el favor de deixar-la embarassada. Acorden que ell no tindrà res a veure amb l'embaràs, però, finalment serà qui hagi de fer-se càrrec del nen en nombroses ocasions. Se sent atret per Irene, però finalment s'enamora de JJ.
- Cristóbal Souto (Víctor Mosqueira) (Temporades 1-4): Professor d'interpretació, especialista a muntar el numeret. Es va enamorar d'Adela des del primer dia, i malgrat el misteri que ocultava al principi, va aconseguir que confiés en ell per poder ajudar-la. S'ha convertit en un gran suport per a ella, i junts, mantenen un bell romanç. S'enamora de Diana després d'assistir al part del seu fill, després de batejar al nen es casen i es muden a Sevilla.
- Antonio Milà (Pedro Peña) (Temporades 1-5): Artista frustrat que no va aconseguir els seus objectius, finalitzant la seva carrera com a bidell. És també un home solitari que es passa el dia en els afers de l'escola. És un gran suport per a Pedro i es fan bons amics. Fins i tot, ha arribat a ajudar-lo a tapar els seus deutes i també ha estat còmplice seu en algunes ocasions. Tot i no ser un personatge clau en la trama de la sèrie, és molt important, ja que gràcies a ell, molts alumnes s'han salvat la pell.
- Jacinta Jiménez, "JJ" (Toni Acosta) (Temporades 2-6): Ex sergent de la base militar de Rota que entra a l'escola per a impartir Activitats Especials, una nova assignatura. S'encarrega d'ensenyar als alumnes a realitzar activitats de risc i preparació física, per tal de completar els seus coneixements d'interpretació. Anteriorment va estar casada, però va abandonar al seu marit per ser massa temerari. Durant la cinquena temporada es retroba amb Salvador i decideix anar amb ell al Pol Nord, però el seu amor per Juan la fa tornar.
- Alicia Jáuregui (Fanny Gautier): Co directora de l'escola i tia de Silvia. Presumeix de ser la millor i que la seva neboda sigui la més brillant de l'escola. Per això, li enganxa en bons papers i li aconsegueix coses bones per la seva amistat amb molts productors, però Silvia mai accepta la seva ajuda. En arribar a l'escola, mostrarà una imatge de reina i senyora, però aviat s'entendrà que és una més, i el tracte amb ella serà més fàcil i suportable. Manté en secret el seu romanç amb Horacio, però aquest es descobrirà quan es sàpiga que Horacio és un farsant.
- Mariano Cuéllar (Juan Echanove) (Temporades 5-6): Mariano és un exigent professor de fort caràcter, els mètodes són considerats massa estrictes pels alumnes. Després de molts anys sobre els escenaris, es posa al comandament d'una Escola d'Arts Escèniques de Barcelona que està en crisi, aconseguint tirar-la endavant i posar per sobre de la de Carmen Arranz. Les dues escoles celebren una competició anual entre els seus alumnes. Carmen li proposa treballar a la seva escola, on tindrà un idil·li amb Eva.
- Irene Miró (Esther Arroyo) (Temporades 5-6): Coreògrafa de diverses companyies i espectacles que ho va deixar tot després de casar-se amb un milionari. Tot li anava de meravella, fins que va descobrir la infidelitat del seu marit i es va acabar la màgia. Es va separar sense demanar-li res, de manera que ha tingut nombrosos treballs per guanyar-se la vida. És una gran amiga d'Alicia Jáuregui, que la veu amb molts problemes i decideix ajudar-la oferint treball a l'escola com a professora de ball.
- Eva Ruiz (Marta Ribera) (Temporades 5-6): Als 17 anys se'n va a Paris amb el seu nòvio per estudiar cant i dansa en una prestigiosa escola. Allà, el seu xicot l'abandona i ella decideix tornar a Espanya, on aconsegueix un treball en un cafè-teatre madrileny. És aquí on coneix a Carmen i Horacio, que li ofereixen un lloc a l'escola com a professora de ball modern. Els seus inicis són els més difícils, ja que els alumnes se’n riuen d'ella. Amb el pas del temps i gràcies a la seva rectitud i exigència, aconsegueix guanyar-se el respecte que es mereix. Passarà una nit amb Juan que s'oblida fàcilment, ja que sempre es va sentir atreta per Mariano.
- Horacio Alonso (Fabián Mazzei) (Temporades 4-6): Professor de teatre que manté un idil·li amb Alicia. És un professor molt simpàtic i fàcil de portar. Arriba a l'escola fent-se passar per Horacio Dalmasso, el fillol de Carmen Arranz; creant-se una falsa identitat, però amb la casual arribada de l'Horacio original tot es cau a terra, perdent la confiança de Carmen i la d'Alicia, que en aquells dies era la seva promesa. Durant la sisena temporada es casa amb Silvia a Las Vegas.
- Puri (Chiqui Fernández) (Temporades 3-6): Madrastra de Lola. El pare de Lola la contracta per treballar a casa seva. No obstant això, la cosa arriba a més i s'enamoren, començant una relació que Lola no accepta. Puri intenta agradar de tota manera, però únicament, aconsegueix augmentar el seu rebuig. Finalment, Lola entendrà que el seu pare té dret a ser feliç, i sobretot, que l'ajuda i els consells de Puri l'ajudaran molt.

### Altres
- Román Fernández(Mario Martín): Pare de Lola, lampista de professió. Des que va morir la seva dona, ha intentat tirar endavant els seus fills i inculcar els millors valors. Somia que Lola aconsegueixi els seus propòsits i que trobi un home que la vulgui i la respecti com ella es mereix.
- Nacho (William Miller) (Temporades 5-6): Arriba a Madrid buscant una oportunitat a l'Escola de Carmen Arranz. El destí i l'economia de Lola, Ingrid i Silvia, fan que els quatre hagin de compartir pis mentre ell troba treball a l'escola. Entrarà a treballar com ajudant de Juan a la classe de música i sentirà gran atracció sexual per Lola, encara que només aconseguirà passar una nit amb ella.
- Tania (Elisabeth Jordán) (Temporada 6): És la fillola de Puri, i es posa a treballar en la neteja de l'escola, encara que ella vol ser perruquera. Quan Rober i César la senten cantar, decideixen que substitueixi Marta en el grup que acaben de formar.